# Curling-Weltmeisterschaft der Herren 2015
Die Curling-Weltmeisterschaft der Herren 2015 (offiziell Ford World Men’s Curling Championship 2015) fand vom 28. März bis 5. April 2015 im Halifax Metro Centre in Halifax, Kanada statt.

## Qualifikation
- Kanada (Ausrichtende Nation)
- Ein Team aus Amerika
  -  Vereinigte Staaten
- Top acht Teams der Curling-Europameisterschaft 2014
  -  Schweden (Europameister)
  -  Norwegen (Vize-Europameister)
  -  Finnland
  -  Italien
  -  Russland
  -  Schottland
  -  Schweiz
  -  Tschechien
- Zwei Teams der Curling-Pazifik-Asienmeisterschaft 2014
  -  Volksrepublik China (Sieger)
  -  Japan

## Teilnehmer
| Volksrepublik China | Finnland | Italien |
| --- | --- | --- |
| Harbin CC, Harbin Skip: Zang Jialiang Third: Zou Dejia Second: Ba Dexin Lead: Wang Jinbo Ersatz: Zhang Rongrui                               | Kisikallio CC, Lohja Skip: Aku Kauste Third: Kasper Hakunti Second: Pauli Jäämies Lead: Janne Pitko Ersatz: Leo Mäkelä            | A.S.D. Trentino Curling, Cembra Fourth: Amos Mosaner Skip: Joël Retornaz Second: Daniele Ferrazza Lead: Andrea Pilzer Ersatz: Sebastiano Arman |
| Japan | Kanada | Norwegen |
| Karuizawa CC, Karuizawa Skip: Yūsuke Morozumi Third: Tsuyoshi Yamaguchi Second: Tetsurō Shimizu Lead: Kōsuke Morozumi Ersatz: Yūta Matsumura | Glencoe CC, Calgary Skip: Pat Simmons Fourth: John Morris Second: Carter Rycroft Lead: Nolan Thiessen Ersatz: Tom Sallows         | Snarøen CC, Oslo Skip: Thomas Ulsrud Third: Torger Nergård Second: Christoffer Svae Lead: Håvard Petersson Ersatz: Markus Snøve Høiberg        |
| Russland | Schottland | Schweden |
| Moskvitch CC, Moskau Skip: Evgeny Arkhipov Third: Alexander Kozyrev Second: Artur Razhabov Lead: Anton Kalalb Ersatz: Alexei Stukalski       | Citadel CC, Inverness Skip: Ewan MacDonald Fourth: Duncan Fernie Third: Ruairidh Greenwood Lead: Euan Byers Ersatz: David Murdoch | Karlstads CK, Karlstad Skip: Niklas Edin Third: Oskar Eriksson Second: Kristian Lindström Lead: Christoffer Sundgren Ersatz: Henrik Leek       |
| Schweiz | Tschechien | Vereinigte Staaten |
| CC Bern, Bern Skip: Marc Pfister Third: Enrico Pfister Second: Reto Keller Lead: Raphael Märki Ersatz Sven Michel                            | Brno CK, Brünn Skip: Jiří Snítil Fourth: Lukáš Klíma Third: Martin Snítil Lead: Jindřich Kitzberger Ersatz: Samuel Mokriš         | Duluth CC, Bemidji Skip: John Shuster Third: Tyler George Second: Matt Hamilton Lead: John Landsteiner Ersatz: Craig Brown                     |

## Spielplan / Ergebnisse

### Endergebnis Round Robin
| Platz | Team                | Spiele | Siege | Ndlg. |
| ----- | ------------------- | ------ | ----- | ----- |
| 1.    | Norwegen            | 11     | 10    | 1     |
| 2.    | Kanada              | 11     | 10    | 1     |
| 3.    | Schweden            | 11     | 8     | 3     |
| 4.    | Finnland            | 11     | 6     | 5     |
| 5.    | Vereinigte Staaten  | 11     | 6     | 5     |
| 6.    | Japan               | 11     | 5     | 6     |
| 7.    | Schweiz             | 11     | 5     | 6     |
| 8.    | Volksrepublik China | 11     | 4     | 7     |
| 9.    | Tschechien          | 11     | 4     | 7     |
| 10.   | Italien             | 11     | 3     | 8     |
| 11.   | Schottland          | 11     | 3     | 8     |
| 12.   | Russland            | 11     | 2     | 9     |

## Tiebreaker
Freitag, 3. April 2015, 14:30
| Team     |    | 1 | 2 | 3 | 4 | 5 | 6 | 7 | 8 | 9 | 10 | Gesamt |
| -------- | -- | - | - | - | - | - | - | - | - | - | -- | ------ |
| Finnland | 🔨 | 1 | 0 | 0 | 1 | 1 | 0 | 1 | 1 | 0 | 1  | 6      |
| USA      |    | 0 | 0 | 2 | 0 | 0 | 2 | 0 | 0 | 1 | 0  | 5      |

## Endrunde

### 1 vs. 2
Freitag, 3. April 2015, 19:30
| Team     |    | 1 | 2 | 3 | 4 | 5 | 6 | 7 | 8 | 9 | 10 | 11 | Gesamt |
| -------- | -- | - | - | - | - | - | - | - | - | - | -- | -- | ------ |
| Norwegen | 🔨 | 1 | 0 | 1 | 0 | 0 | 0 | 2 | 0 | 2 | 0  | 1  | 7      |
| Kanada   |    | 0 | 2 | 0 | 0 | 1 | 1 | 0 | 1 | 0 | 1  | 0  | 6      |

### 3 vs. 4
Samstag, 4. April 2015, 14:20
| Team     |    | 1 | 2 | 3 | 4 | 5 | 6 | 7 | 8 | 9 | 10 | Gesamt |
| -------- | -- | - | - | - | - | - | - | - | - | - | -- | ------ |
| Schweden | 🔨 | 1 | 0 | 0 | 0 | 1 | 2 | 0 | 2 | 0 | 1  | 7      |
| Finnland |    | 0 | 0 | 0 | 1 | 0 | 0 | 2 | 0 | 1 | 0  | 4      |

### Halbfinale
Samstag, 4. April 2015, 19:30
| Team     |    | 1 | 2 | 3 | 4 | 5 | 6 | 7 | 8 | 9 | 10 | Gesamt |
| -------- | -- | - | - | - | - | - | - | - | - | - | -- | ------ |
| Kanada   | 🔨 | 0 | 1 | 0 | 1 | 0 | 0 | 0 | 1 | 0 | X  | 3      |
| Schweden |    | 1 | 0 | 2 | 0 | 2 | 1 | 0 | 0 | 0 | X  | 6      |

### Bronze-Medaille
Sonntag, 5. April 2015, 10:00
| Team     |    | 1 | 2 | 3 | 4 | 5 | 6 | 7 | 8 | 9 | 10 | Gesamt |
| -------- | -- | - | - | - | - | - | - | - | - | - | -- | ------ |
| Kanada   | 🔨 | 1 | 1 | 0 | 3 | 0 | 2 | 0 | 0 | 1 | X  | 8      |
| Finnland |    | 0 | 0 | 1 | 0 | 1 | 0 | 0 | 2 | 2 | X  | 6      |

### Finale
Sonntag, 5. April 2015, 16:00
| Team     |    | 1 | 2 | 3 | 4 | 5 | 6 | 7 | 8 | 9 | 10 | Gesamt |
| -------- | -- | - | - | - | - | - | - | - | - | - | -- | ------ |
| Norwegen | 🔨 | 0 | 1 | 2 | 0 | 0 | 1 | 0 | 1 | X | X  | 5      |
| Schweden |    | 3 | 0 | 0 | 0 | 3 | 0 | 3 | 0 | X | X  | 9      |